# Nhâm Trạch
Nhâm Trạch (chữ Hán giản thể:任泽区, âm Hán Việt: Nhâm Trạch khu) là một quận thuộc địa cấp thị Hình Đài, tỉnh Hà Bắc, Cộng hòa Nhân dân Trung Hoa. Quận này có diện tích 431 ki-lô-mét vuông, dân số 300.000 người. Mã số bưu chính của quận Nhâm Trạch là 055150. Chính quyền quận Nhâm Trạch đóng ở trấn Nhâm Thành. Quận này được chia thành 3 trấn và 5 hương.
- Trấn: Nhâm Thành, Hình Gia Loan, Tân Điếm.
- Hương: Lạc Trang, Thiên Khẩu, Đại Đồn, Vĩnh Phúc Trang, Cố Thành.